# Berno z Cluny
Svatý Berno z Cluny († 927) byl burgundský duchovní, benediktin a první opat Cluny.

## Život
Narodil se kolem roku kolem roku 850 v La Baume do aristokratické rodiny. Stal se benediktinským mnichem v klášteře svatého Martina v Autunu. Kolem roku 885 založil klášter v Gigny a o pět let později mu Rudolf I. Burgundský daroval klášter v Baume, kde se stal opatem.
Dne 11. září 909 (nebo 910) založil Vilém I. Akvitánský klášter v Cluny a za prvního opata si zvolil Berna. Během období v Cluny si udržoval dobré vztahy se světskou i církevní mocí. Zároveň byl stále opatem v Gigny a Baume. Od roku 917 zastával tuto funkci také v Déols a Massay. Jeho nástupcem se stal Odo z Cluny.
Zemřel roku 13. ledna 927.
Jeho svátek se připomíná v den zesnutí.